# Мотлхабанкве, Тшепо
Тшепо Мотлхабанкве (англ. Tshepo Motlhabankwe; род. 17 марта 1980, Дигавана, Южный округ) — ботсванский футболист, защитник .

## Карьера
В 2003 году Тшепо подписал первый профессиональный контракт с футбольным клубом «Экстеншн Ганнерс», в его составе выступал до 2005 года.

В 2005—2006 годах выступал за ФК «Лобтранс Ганнер». В 2006 году перешел в состав «Мочуди Сентр Чифс».

В 2008 году перешел в южноафриканский футбольный клуб «Марицбург Юнайтед». В 2012 перешел в состав голландского ФК «Хераклес».

С 2003 по 2013 год вызвался в состав национальной сборной, в ее составе проел 55 матчей и забил 2 мяча.